# Andenes kommun
Andenes kommun (norska: Andenes kommune) var en kommun i Nordland fylke i norra Norge. Kommunen omfattade den nordligaste delen av nuvarande Andøy kommun. Tätorten Andenes utgjorde kommunens centralort.

## Administrativ historik
Andenes kommun upprättades den 1 januari 1924 genom utbrytning ur Dverbergs kommun. Kommunen hade 2 213 invånare vid upprättandet.
Den 1 januari 1964 gick kommunen upp i Andøy kommun. Kommunens hade då 3 812 invånare.